# Virgilio Titone
Pio Libero Virgilio Titone (Castelvetrano, 15 marzo 1905 – Castelvetrano, 27 febbraio 1989) è stato uno storico, scrittore e critico letterario italiano.

## Biografia
Dopo gli studi  al  ginnasio di  Mazara  del  Vallo   al  Liceo  Classico  di  Castelvetrano , il conseguì la  laurea in Lettere Moderne a Palermo, insegnò prima in istituti superiori a Perugia, Bologna e Trapani (Liceo  Ximenes) fu chiamato dall'amministrazione alleata a fine 1943 a insegnare Storia moderna alla Facoltà di Lettere di  Palermo dove divenne ordinario nel 1950. Insegnò anche Storia contemporanea e Lingua e letteratura spagnola nell'Ateneo palermitano. Fu in contatti culturali con Benedetto Croce, Denis Mack Smith, Giuseppe Tomasi di Lampedusa,, Indro Montanelli, Panfilo Gentile e altri rinomati studiosi.
È stato tra i primi in Italia ad occuparsi, sin dagli anni cinquanta (Considerazioni sulla mafia, 1957) dello scorso secolo, del fenomeno mafioso, a cui dedicò vari saggi, e della “questione settentrionale” (La Sicilia e la questione settentrionale, 1981), vista come speculare all'arretratezza del Sud
Fu anche autore di molti scritti di critica letteraria. Collaborò con giornali e con numerose prestigiose riviste: «Corriere della Sera», «Il Mondo», «Epoca», «Il Tempo», «Storia Illustrata», «Giornale di Sicilia», «Rassegna storica del Risorgimento» (Roma).
Ha anche fondato dei periodici: «La Nuova Critica» (1947), «L'Osservatore» (1956) e «Quaderni reazionari» (1962-1963). Nel gennaio 1973 partecipò a Torino al primo congresso internazionale della cultura di destra con Armando Plebe, Alessandro Uboldi De Capei, Giuseppe Berto, Eugène Jonesco, Vintila Horia, Adolfo Munoz Alonso, Francesco Grisi.
Fu anche candidato al Parlamento per il PLI. Lasciò l'università nel 1975.

## Opere

### Letteratura
- La ballata degli impiccati, Castelvetrano, Sgaraglino, 1925 (tragedia, con lo pseudonimo di Pio Libero Titone).
- Maestrale in Arcadia, Palermo, Mori, 1965 (poesie).
- Storie della vecchia Sicilia, Milano, Mondadori, 1971.
- Versi antichi, Caltanissetta-Roma, Sciascia, 1973.
- Le notti della Kalsa di Palermo, Palermo, Herbita, 1987.
- Vecchie e nuove storie siciliane, Palermo, Herbita, 1987.

### Saggi storici
- Espansione e contrazione. Introduzione alla storia d'Europa nei secoli XIX e XX, Trapani, Radio, 1934.
- La Costituzione del 1812 e l'occupazione inglese della Sicilia con un saggio sul concetto di rivoluzione, Bologna, Cappelli, 1936.
- Il pensiero politico di Cesare Balbo e le "Speranze d'Italia", Lanciano, Carabba, 1936.
- La Sicilia Spagnuola, Mazara del Vallo, S.E.S., 1948.
- L'Italia oggi. Saggi storici sull'Italia contemporanea, Mazara del Vallo, SES., 1951.
- La storiografia dell'Illuminismo in Italia, Palermo, Edizioni del Prisma, 1952.
- La Sicilia dalla dominazione spagnuola alla unità d'Italia, Bologna, Zanichelli, 1955.
- Considerazioni sulla mafia, Palermo, Denaro, 1957.
- Origini della questione meridionale, Milano, Feltrinelli, 1961.
- La storiografia dell'Illuminismo in Italia, Palermo, Denaro, 1963; 2ª ed., Milano, Mursia, 1975
- Storia e sociologia, Firenze, La Nuova Italia, 1964.
- Storia, mafia e costume in Sicilia, Milano, Edizioni del Milione, 1964.
- Il conformismo, Milano, Longanesi e C., 1966.
- Introduzione alla rivoluzione francese, Milano, Edizioni del Milione, 1966.
- Machado e Garcia Lorca, Napoli, Giannini, 1967.
- La politica dell'età barocca, 2ª ed., Caltanissetta-Roma, Sciascia, 1969.
- Commento al nostro tempo, Roma, Volpe, 1972.
- La questione meridionale e l'unità europea, Palermo, De Magistris, 1973.
- Il pensiero politico italiano nell'età barocca, Caltanissetta-Roma, Sciascia, 1974.
- La società siciliana sotto gli spagnoli e le origini della questione meridionale, Palermo, S.E Flaccovio, 1978.
- La Sicilia e la questione settentrionale, Caltanissetta-Roma, Sciascia, 1981.
- Scritti editi e inediti, Palermo, Storia Patria, 1985.
- Diari (1970-1976), Palermo, Novecento, 1996.
- Diari (1970-1976), Palermo, Novecento, 1997.
- Diari (1977-1989), Palermo, Novecento, 1997.
- Sicilia e Spagna, Palermo, Novecento, 1998.
- Quaderno gallico: figure e momenti della civiltà francese, Palermo, Novecento, 2001.
- Cultura e vita morale, Palermo, Novecento, 2003.
- Economia e politica nella Sicilia del Sette e Ottocento, Palermo, Novecento, 2003.

### Critica letteraria
- Critica vecchia e nuova, Firenze, La Nave, 1932.
- Retorica ed antiretorica nell'opera di Alfredo Oriani, Milano-Roma-Napoli, Albrighi e Segati, 1933.
- La poesia del Pascoli e la critica italiana, Milano, Albrighi e Segati, 1934.
- Storia poetica e letteraria d'Italia. L'età barocca. Con un'appendice, Firenze, La Nuova Italia, 1936.
- Giovanni Boccaccio, con un'appendice su Ser Giovanni Fiorentino, Bologna, Cappelli, 1936.
- La servitù dei cervelli, Milano, Pan, 1978.
- Dizionario delle idee comuni. Manuale di conversazione, Milano, Pan, 1976.
- Il libro e l'antilibro. Costumi ideologici dai greci ai nostri giorni, Palermo, Il Vespro, 1979
- La festa del pianto. Storia dei rapporti tra lo Sicilia e le culture del nord, Caltanissetta, Sciascia, 1983.
- Saggi di letteratura italiana contemporanea, Palermo, Novecento, 1999.